# Енергоресурси
Енергетичні ресурси (джерела енергії) — це матеріальні об'єкти, в яких зосереджена енергія, придатна для практичного використання людиною.

## Види енергоресурсів
Енергоресурси поділяють на первинні та вторинні.
Первинні енергоресурси — це природні ресурси, які не переробляли і не перетворювали: сира нафта,природний газ, вугілля, горючі сланці, вода річок і морів, гейзери, вітер тощо.
У свою чергу, первинні ресурси (або види енергії) поділяють на поновлювані і непоновлювані. Непоновлювані джерела енергії — це природно утворені й накопичені в надрах планети запаси речовин, здатних за певних умов звільняти енергію, що міститься в них. Такими є викопне органічне паливо (вугілля, нафта, природний газ, торф, горючі сланці), ядерне паливо. Поновлювані джерела енергії — ті, відновлення яких постійно здійснюється в природі (сонячне випромінення, біомаса, вітер, вода річок та океанів, гейзери тощо), і які існують на основі постійних чи періодично виникаючих в природі потоків енергії, наприклад: сонячне випромінювання (біомаса, енергія сонця, вітру, хвиль); гравітаційна взаємодія Сонця, Місяця і Землі (наслідком якої є, наприклад, морські припливи та відпливи); теплова енергія ядра Землі, а також хімічних реакцій і радіоактивного розпаду в її надрах (геотермальна енергія джерел гарячої води — гейзерів). Крім природних джерел поновлюваних енергоресурсів, сьогодні дедалі більшого значення набувають антропогенні, до яких належать теплові, органічні та інші відходи діяльності людства.
Різні види енергетичних ресурсів мають різну якість, для палива її характеризує теплотворна спроможність, тобто скільки енергії (тепла) може виділити це джерело.

## Відновлювані енергоресурси
Перевага таких джерел енергії — їх вистачить на мільйони чи навіть на мільярди років, вони не завдають шкоди природі.
Згідно з класифікацією Міжнародного енергетичного агентства до поновлюваних джерел енергії належать такі категорії:
- відновлювані джерела енергії (ВДЕ), які спалюються, і відходи біомаса;
- тверда біомаса і тваринні продукти: біологічна маса, у тому числі будь-які матеріали рослинного походження, що використовуються безпосередньо як паливо або перетворюються на інші форми перед спалюванням (деревина, рослинні відходи і відходи тваринного походження; деревне вугілля,яке одержують з твердої біомаси;
- газ/рідина з біомаси: біогаз, отриманий у процесі анаеробної ферментації біомаси і твердих відходів, який спалюється для виробництва електрики і тепла;
- муніципальні відходи: матеріали, що спалюються для продукування теплової та електричної енергії (відходи житлового, комерційного і громадського секторів). Утилізуються муніципальною владою з метою централізованого знищення;
- промислові відходи: тверді й рідкі матеріали (наприклад, автомобільні покришки), що спалюються безпосередньо, зазвичай на спеціалізованих підприємствах, для виробництва теплової й електричної енергії;
- гідроенергія: потенційна, або кінетична, енергія води, перетворена на електричну енергію за допомогою гідроелектростанцій, як великих, так і малих;
- геотермальна енергія: теплова енергія, що надходить із земних надр, зазвичай у вигляді гарячої води або пари. Використовується для виробництва або безпосередньо як джерело тепла для систем теплопостачання, потреб сільського господарства тощо;
- сонячна енергія: випромінювання Сонця, що використовується для одержання гарячої води й електричної енергії;
- енергія вітру: кінетична енергія вітру, що застосовується для виробництва електроенергії у вітрових турбінах;
- енергія припливів, морських хвиль і океану: механічна енергія припливних потоків, або хвиль, що використовується для виробництва електричної енергії.

У структурі світового виробництва електричної енергії ВДЕ посідають почесне друге місце. Вони забезпечили 19% світового виробництва електроенергії в 2000 р., слідом за вугіллям (39%), випередивши атомну енергетику (17%), природний газ (17%) і нафту (8%). Основну кількість електроенергії, що виробляється ВДЕ, отримано на гідроелектростанціях (92%). Незважаючи на значний прогрес у розвитку, геотермальна, сонячна й вітрова енергетика забезпечили в 2000 р. менше 3% від загального внеску ВДЕ, хоча вже у 2002 р. ця цифра зросла до 4%.

## Невідновлювані енергоресурси

### Природний газ
Природний газ — це третє за величиною джерело енергії. Відомо, що 25% енергії у світі виробляється з природного газу. Вміст енергії в природному газі високий, майже такий самий, як у нафті. Україна використовує до 100 млрд м3 природного газу на рік, з яких власний видобуток становить близько 20 млрд м3.
Розвідані запаси газу в Україні складають 1,1 трлн м3. Уже розвіданих запасів газу вистачить на 50 років при сучасному рівні видобутку.
Природний газ використовується як паливо для електростанцій, побутове паливо, як сировина для промисловості тощо. Газ легко транспортувати до місця споживання по трубах. А перевівши його у скраплений стан, можна перевозити у залізничних та автоцистернах, нафтових танкерах.

### Торф

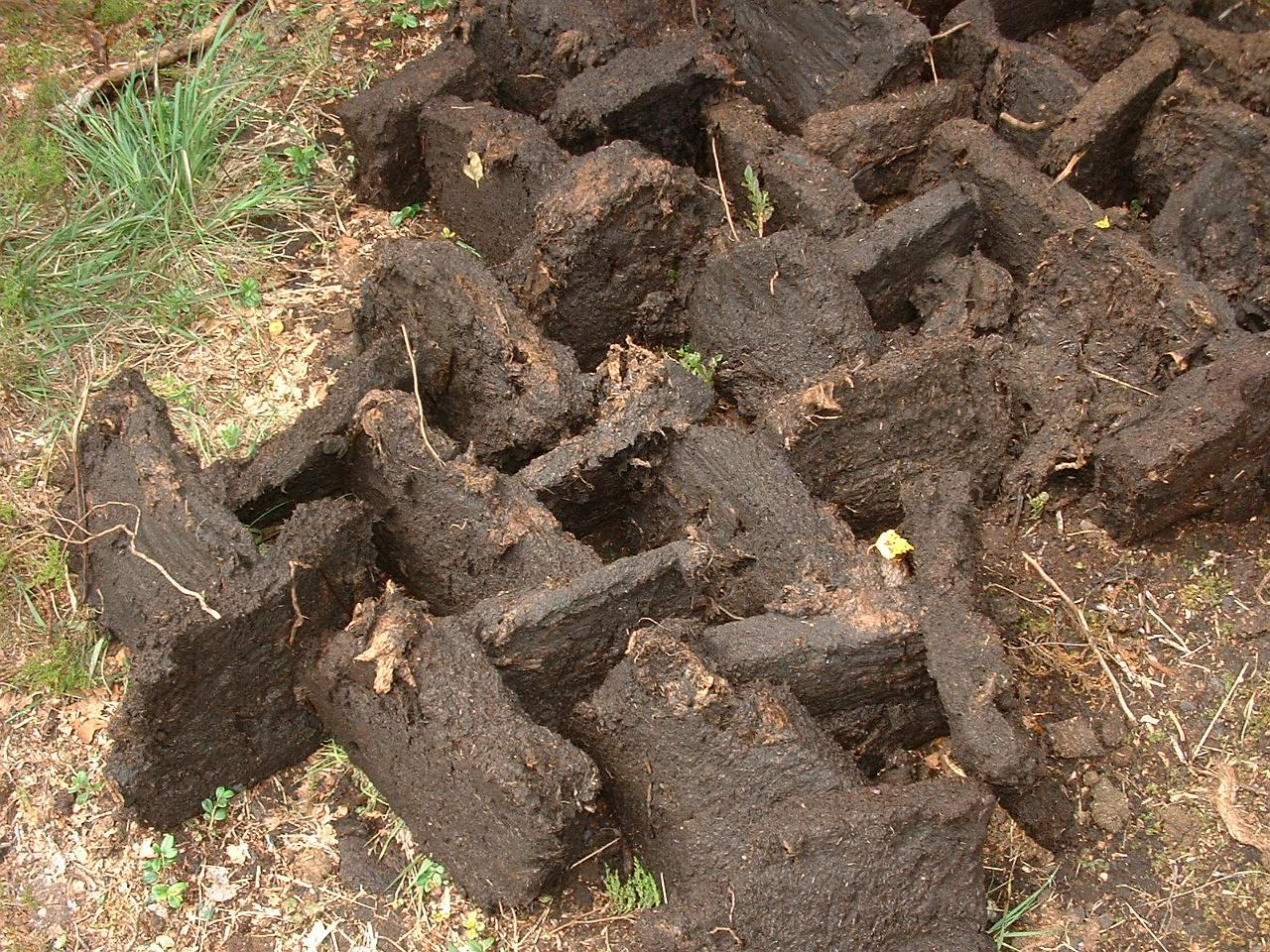
Просушування торфу після видобутку.

Торф є найменш сформованною формою вугілля, що досить сильно зберегла риси рослинного походження і складається з води (90%), вуглецю (5%) та летючих матеріалів (5%). Залягає він переважно на болотах. У помірному кліматі середньорічна швидкість росту торфу на болотах 0,55-2 мм.

### Вугілля
Вугілля, як непоновлюване енергоджерело було використане першим. Провідна роль в освоєнні вугілля як джерела енергії належить Англії, де розпочалася промислова революція. Можна сказати, що вугілля і пара забезпечили перемогу капіталізму над феодалізмом і започаткували епоху промислового капіталізму в Європі й Америці. Внаслідок використання вугілля для виробництва енергії збільшилося забруднення навколишнього середовища, але сповільнився ще гірший процес — знищення лісів.